# Paspalum molle
Paspalum molle är en gräsart som beskrevs av Jean Louis Marie Poiret. Paspalum molle ingår i släktet tvillinghirser, och familjen gräs. Inga underarter finns listade i Catalogue of Life.